# Jean des Moutis
Pour les articles homonymes, voir Moutis.
Jean Baptiste François Marie des Moutis est un officier de marine et compagnon de la Libération né le 11 août 1911 à Saint-Cloud et mort le 11 janvier 1965 à Fontainebleau.

## Carrière
Il s'engage dans la Marine Nationale en 1933, suit les cours de l'École des EOR avant d’être affecté comme aspirant à bord du croiseur Colbert puis est promu enseigne de vaisseau l'année suivante.
Il est nommé commandant du chasseur de sous-marins no 6 en 1939 et prend une part active à l’évacuation de Dunkerque, du Havre et de Cherbourg. Son action lui vaut deux citations à l'ordre de l'Armée. Il quitte Cherbourg, en embarquant à son bord le personnel du commissariat de la marine, le 17 juin 1940, deux heures avant l'entrée des Allemands. Il débarque à Portsmouth le lendemain.
Il rejoint les Forces navales françaises libres (FNFL) le 3 juillet et est nommé officier en second au 1er Bataillon de fusiliers marins avec le grade de lieutenant de vaisseau.
Il prend part à l'expédition de Dakar et à la tentative de débarquement de Rufisque en septembre, puis, le mois suivant, il participe dans les troupes du colonel Leclerc aux opérations de ralliement du Gabon. Il est nommé au commandement de la Marine du Gabon qu'il réorganise.
Il prend part aux campagnes en Syrie (Djeidet-Artouz, Mezzé, etc.) en juin 1941 et assure par intérim le commandement du 1er Bataillon de fusiliers marins. Il est promu capitaine de corvette pour faits de guerre.
En septembre 1941, il retourne en Angleterre où il est nommé au Commissariat national à la Marine et à la Marine marchande, puis à l'État-major des Forces navales françaises libres à Londres.
De juin à décembre 1942, il assiste au ralliement de Saint-Pierre-et-Miquelon où il organise les opérations navales anti-sous-marines.
Il sert dans l'océan Indien, en mer Rouge et en Méditerranée au commandement de l'aviso Commandant Dominé de mai 1943 à juillet 1944, puis à Madagascar jusqu’en octobre 1945.
À la Libération, il est affecté à l'état major de la marine à Paris.
Il est commandant de la Marine en Nouvelle-Calédonie de 1947 à 1949 et participe aux campagnes d'Indochine et du Pacifique. Promu capitaine de frégate au début de l'année 1952, il prend à nouveau le commandement de la Marine en Nouvelle-Calédonie et occupe la fonction d'attaché naval en Australie et en Nouvelle-Zélande de 1955 à 1957. Il est ensuite nommé à l'État-major de l'OTAN à Fontainebleau.
Promu capitaine de vaisseau en 1959, il devient auditeur puis instructeur au Centre des hautes études militaires (CHEM). Il est nommé chef d'état-major de la préfecture maritime de Cherbourg en 1963. 
Il décède à Fontainebleau à l'âge de 53 ans, en 1965.

## Décorations
- Officier de la Légion d'honneur
- Compagnon de la Libération par décret du 17 novembre 1945
- Croix de guerre 1939–1945 (avec 3 palmes)
- Croix de guerre des Théâtres d'opérations extérieurs (1 citation)
- Médaille de la Résistance française avec rosette par décret du 11 mars 1947[5]
- Médaille coloniale avec agrafe « E-O »
- Officier de l'ordre de l'Étoile noire
- Officier de l'ordre de l'Étoile d'Anjouan
- Croix de Guerre (Pays-Bas)